# 氟化铁
氟化鐵，又稱三氟化鐵，氟化鐵(III)，是氟和鐵的化合物，化學式是FeF3。无水氟化铁是白色的，水合物则是粉红色的。它具有很强的吸濕性。

## 化學和物理性質
氟化铁的晶体结构类似三氧化铼，空间群 R-3c。虽然氟化铁没有挥发性，但它在987  °C时会蒸发，产生的FeF3气体有D3h对称性，三个Fe-F键的键长都是176.3 pm。氟化铁在极高的温度下分解成FeF2和F2。

## 製造、存在、反应
无水氟化铁可以由氟气和几乎所有无水铁化合物反应而成。它也可以由無水氫氟酸或氟與三氯化鐵反應製得。亦可由氧化鐵在高溫下與氟化氫氣體反應製得。
FeCl3 + 3 HF → FeF3 + 3 HCl
它是铁被氟化氢钝化的产物。水合氟化铁可在氢氟酸中结晶。
氟化铁是氟离子受体。它和六氟化氙反应，形成[XeF5][FeF4]。
无水FeF3矿物仍未被发现，不过水合氟化铁存在于非常稀有的矿物topsøeite（化学式 FeF[F0.5(H2O)0.5]4·H2O）中。

## 应用
氟化铁用於陶瓷的生产，也在推進劑中用作燃速催化劑。氟化铁还能催化一些偶联反应，也可以催化氰化物和醛加成，形成氰醇的反应。